# چرا (ترانه سابرینا کارپنتر)
«چرا» (به انگلیسی: Why) ترانه‌ای از خواننده آمریکایی، سابرینا کارپنتر از نسخه دیلاکس ژاپنی سومین آلبوم استودیویی او به نام منحصربه‌فرد: پرده یکم (۲۰۱۸) است. متن ترانه توسط سابرینا کارپنتر، برت مک‌لافلین و جوناس جبرگ نوشته شده و تهیه‌کنندگی آن برعهدهٔ جبرگ بوده است. این ترانه در ۷ ژوئیه ۲۰۱۷ توسط هالیوود رکوردز منتشر شد. «چرا» به عنوان قطعهٔ الکتروپاپ و دارک پاپ توصیف می‌شود که با یک لوپ سینث‌سایزر هیپنوتیزیک و ضربات انگشتی در کنار ریتمی خاص در قسمت کورس همراه است.